# Golfingia pectinatoides
Golfingia pectinatoides är en stjärnmaskart som beskrevs av E. Cutler och Cutler 1980. Golfingia pectinatoides ingår i släktet Golfingia och familjen Golfingiidae. Inga underarter finns listade i Catalogue of Life.